# Liste der Wappen im Landkreis Coburg
Die Liste der Wappen im Landkreis Coburg zeigt die Wappen der Gemeinden im bayerischen Landkreis Coburg.

## Landkreis Coburg

Landkreis Coburg Gespalten; vorne die Bayerischen Rauten, hinten neunmal geteilt von Schwarz und Gold, belegt mit einem schrägen und gebogenen grünen Rautenkranz.
Lage des Landkreises Coburg in Bayern
Lage des Landkreises Coburg in Deutschland

## Wappen der Städte und Gemeinden

Gemeinde Ahorn Geteilt von Gold und Blau; oben ein grünes Ahornblatt, unten ein silbernes Schloss mit zwei Ecktürmchen.
Stadt Bad Rodach In Gold ein rot bewehrter schwarzer Löwe.
Gemeinde Dörfles-Esbach In Silber über blauem Wellenbalken ein roter Eichenstamm mit je zwei Eicheln, darunter drei rote Häuser.
Gemeinde Ebersdorf b.Coburg In Gold über gesenktem roten Sparren ein silbern bewehrter, rot gezungter schwarzer Eberrumpf, im rechten und linken Obereck je eine rote heraldische Rose mit goldenen Butzen und silbernen Kelchblättern.
Gemeinde Großheirath Über von Blau und Gold gespaltenem Schildfuß, darin ein unterhalbes Mühlrad in verwechselten Farben, gespalten; vorne in Gold drei, eins zu zwei gestellte blaue Flachsblüten, hinten in Blau eine silberne Krümme.
Gemeinde Grub a.Forst In Gold ein schwarzer wachsender Nadelbaum zwischen zwei an die seitlichen Schildränder gelehnten grünen Hügeln.
Gemeinde Itzgrund Unter von Rot und Silber im Zickzackschnitt geviertem Schildhaupt in Gold ein schwarz gekrönter und bewehrter roter Basilisk, der seine linke Kralle auf einen von Silber und Rot gevierten Schild stützt.
Gemeinde Lautertal Durch einen silbernen Schräglinkswellenbalken geteilt von Schwarz und Grün; oben ein brennendes goldenes Herz, unten auf silbernem Boden wachsend nebeneinander eine silberne Tanne und eine silberne Quellenfontäne.
Gemeinde Meeder Unter dreifach von Schwarz und Gold geteiltem Schildhaupt, belegt mit einem gebogenen grünen Rautenkranz, in Grün die silberne Kirche von Meeder auf grünem Boden.
Stadt Neustadt b.Coburg In Gold ein doppelschwänziger, rot bewehrter schwarzer Löwe.
Gemeinde Niederfüllbach Neunmal geteilt von Schwarz und Gold, belegt mit einem erhöhten schräglinken blauen Wellenbalken über einem schräglinks gelegten silbernen Flug.
Stadt Rödental Durch eine eingeschweifte blaue Spitze, darin über einem gestürzten silbernen Halbmond zwei abgekehrte silberne Halbmonde, gespalten von Silber und Gold; vorne übereinander drei rote heraldische Rosen, hinten ein gesenkter roter Wellenbalken, überdeckt von einem wachsenden schwarzen Abtstab.
Stadt Seßlach In Rot der silbern gekleidete, bärtige heilige Johannes der Täufer, der auf einer silbernen Truhenbank sitzt und mit beiden Händen eine goldene Scheibe mit dem silbernen Gotteslamm emporhält.
Gemeinde Sonnefeld Geteilt von Blau und Silber; oben eine silberne Kirche in Seitenansicht mit roten Dächern, unten ein bewurzelter grüner Baum.
Gemeinde Untersiemau In Rot unter goldenem Zinnenschildhaupt ein nach links gerichteter silberner Wellenschrägbalken, der mit drei blauen Fischen belegt ist.
Gemeinde Weidhausen b.Coburg Durch einen silbernen Wellenbalken geteilt von Blau und Rot; oben ein offener goldener Flug, unten schräg gekreuzt eine silberne Fällaxt und eine silberne Reuthaue.
Gemeinde Weitramsdorf In Gold eine eingeschweifte gestürzte blaue Spitze, darin ein wachsender goldener Abtstab; vorne ein blauer Leuchter mit brennender Kerze, hinten ein grüner Nadelbaum.

## Ehemalige Gemeinden mit eigenem Wappen

Gemeinde Frohnlach In Silber zwischen zwei grünen Zweigen ein rotes Herz, aus dem drei rote Rosen an beblätterten grünen Zweigen aufwachsen.
Gemeinde Gestungshausen Geteilt; oben in Gold ein wachsender, doppelschwänziger, rot bewehrter schwarzer Löwe; unten dreimal geteilt von Schwarz und Gold.
Gemeinde Großwalbur In Gold ein schreitendes schwarzes Pferd mit schwarzem Zügel auf grünem Berg, der mit drei silbernen heraldischen Rosen belegt ist.
Gemeinde Lempertshausen Gespalten; vorne wieder gespalten von Schwarz und Gold, überdeckt mit einem schrägen und gebogenen grünen Rautenkranz; hinten in Grün über goldenen und roten Flammen ein auffliegender silberner Vogel.
Gemeinde Meeder bis 1986 In Grün eine silberne Kirche in Seitenansicht mit zwei spitzbedachten Türmen und einem kuppelgedeckten Dachreiter, darunter zwei goldene Palmzweige.
Gemeinde Moggenbrunn In Grün ein rund gemauerter silberner Ziehbrunnen mit Kette und Wassereimer unter einem von Säulen getragenen silbernen Balkendach; beiderseits ein schmaler silberner Sitz.
Gemeinde Mönchröden In Gold auf grünem Boden stehend ein schwarz gekleideter Mönch, der in der Rechten einen auswärts gekehrten schwarzen Abtstab hält und von einem gesenkten roten Wellenbalken unterlegt ist.
Gemeinde Neundorf In Rot auf goldener Platte stehend ein silberner Leuchter mit brennender goldener Kerze; beiderseits je ein frei schwebender golden bekleideter Arm, eine brennende silberne Kerze an die Flamme des Leuchters haltend.
Gemeinde Oberfüllbach In Blau ein aufspringendes, golden bewehrtes silbernes Füllen auf goldenem Boden.
Gemeinde Oberlauter In Grün eine aus silbernem Felsenboden aufsteigende silberne Quellfontäne, beiderseits begleitet von einer silbernen Tanne; am oberen Schildrand eine halbe goldene Sonne.
Gemeinde Oeslau Gespalten von Rot und Silber; vorne ein silberner Schräglinksbalken, hinten pfahlweise drei rote heraldische Rosen.
Gemeinde Rossach Unter schwarzem Schildhaupt, darin ein goldener Fürstenhut mit Reichsapfel und Kreuz und einem schwarz gefleckten silbernen Stulp, in Silber nebeneinander drei blaue Flachsblüten an beblätterten grünen Stengeln; im Schildfuß blaue Wellen.
Gemeinde Roßfeld Geteilt von Grün und Gold; oben ein springendes golden bewehrtes silbernes Ross; unten auf schwarzem Dreiberg ein schwarzer Zinnenturm.
Gemeinde Schafhof Über einem in Spitzenschnitt von Silber und Rot gevierten Schildfuß in Blau ein golden bewehrtes silbernes Schaf.
Gemeinde Scherneck In Schwarz über einem waagrechten gesichteten goldenen Halbmond drei, zwei zu eins gestellte sechsstrahlige goldene Sterne.
Gemeinde Unterlauter In Schwarz unter zwei aus den seitlichen Schildrändern ragenden goldenen Armen mit verschlungenen Händen ein brennendes Herz.
Gemeinde Weißenbrunn a.Forst In Silber auf grünem Boden ein roter Brunnen mit blauem Wasser, beiderseits je ein grüner Nadelbaum.